# 機場快特
機場快特（日语：／）是京濱急行電鐵（京急）及東京都交通局（都營地下鐵）共同運行的列車類別之一，串連東京市中心及羽田、成田等東京兩大聯外機場。班次主要行走於羽田機場第1、第2航站樓站至押上站之間，途經京急機場線、京急本線及都營地下鐵淺草線。在押上站起，該列車改變列車類別，並繼續直通運行至京成電鐵、北總鐵道及芝山鐵道轄下路線，當中途經京成押上線、成田機場線及京成本線（詳情參見後述的「#截至2018年11月的運行狀況」）。
此條目亦記述已停止運行的「機場特急」（日语：／）。

## 概要

### 「機場快特」開始運行
在1998年11月18日，為了方便連接羽田機場和成田機場之間。便開設了「機場快速特急」的班次，行走於羽田機場站（現時：羽田機場第1、第2航站樓站）至成田機場站之間，在京急線內，該列車停靠快速特急（當時的名稱，截至2010年5月16日起為「快特」）的停車站。同時開設了「機場特急」的班次，行走於羽田機場站至青砥站/京成高砂站之間，在京急線內，該列車停靠特急的停車站（在機場線內各站停車）。兩款列車合共提及每40分鐘一班的班次。而這些列車會直通至都營淺草線和京成線，當中在都營線內以急行運輸（在都營線內，兩款列車停靠相同停車站），在京成線內以「特急」列車行走（截至2010年7月17日，相當於「快特」）。「機場特急」在京急線內停靠特急停車站，當中上下行會在平和島站待避快速特急。「機場快速特急」可以在青砥轉乘來往京成上野站至京成高砂站之間的特急列車（截至2010年7月17日相當於快速特急），「機場特急」可以在青砥轉乘來往上野站至成田機場站之間的特急列車（截至2010年7月17日相當於快速特急）。另外，在1999年7月31日京濱急行電鐵實施時間表修正時，把運輸系統和列車類別進行重組，「機場快速特急」改名為「機場快特」（當初只有京急改名。都營地下鐵沒有同日跟隨，直至2002年6月車站廣播系統進行翻新時才更改）。「機場特急」被廢除並升級為「機場快特」。

### 京成線直通運輸區間縮小
開設「機場快特」的原意是提供連接羽田、成田機場之間的列車，可是由於來往兩座機場的客量較少，加上在京成線內未能區分於京成上野站到發的特急列車差異。在2002年10月12日時間表修正起，日間「機場快特」班次在京成線內的列車類別降級為快速，同時改於京成成田站到發（部分改於成田機場站到發）。在2006年12月10日時間表修正起改於京成佐倉站到發，在京成線一方的快捷運輸、直通運輸區間慢慢地縮短。因此，當初連接羽田機場至成田機場之間的原意減退。另在在當時平日晚間部分京成本線內「特急」與「通勤特急」的班次，於都營淺草線內會以「機場快特」（京急線內為急行）的列車類別行走。由於該列車在都營淺草線內會以急行運輸，因於在東京都交通局有獨自的列車類別。

### 開始直通至成田機場
在2010年5月16日京急線時間表修正中，「機場快特」開始通過京急蒲田站。使「機場快速」於京急線內設有獨自的停車站。同時新設只於京急線內行走的「機場快特」列車。在日間，行走在京急、都營線內的「機場快特」與只於京急線內的「機場快特」班次互相合共以約20分一班行走。在2010年7月17日，隨著成田機場線（京成成田機場線）啟用，在此以前，「機場快特」（在京急、都營線內的列車類別）於京成線內以快速列車行走，在京成佐倉站到發的日間班次中，由原本途經京成本線，變更為途經成田機場線和於成田機場站到發，同時列車類別名稱改為「Access特急」。使日間再次設有連接兩座機場的列車班次。自此，原本於京成線內「快速」列車行走的「機場快特」只剩下早上1班。日間直通至淺草線的京成線快速列車改於西馬込站到發。成田機場站至羽田機場站之間的所需時間最短只需要103分鐘。後來在2012年10月21日時間表修正中，只有京急線內為「機場快特」類別的列車中，除了於京急線內到發的列車外，其他列車均停靠京急蒲田站（在京急線內與快特停車站相同）。日間的班次回到40分鐘一班。

### 截至2018年11月的運行狀況
在2016年11月19日，5間鐵路公司同時實施時間表修正。日間「機場快特」列車會直通至都營淺草線，在押上站起變為「Access特急」，直通至成田機場線的成田機場站，該行走模式的列車提供約40分鐘一班。另外，也設有於京急線內為「快特」，於都營淺草線內為「機場快特」、於京成線內為「快速特急」的列車，在京成線的終點站是青砥站或京成高砂站，該行走模式的列車也提供約40分鐘一班。使在都營淺草線內的設有約20分鐘一班的「機場快特」。
在早上5時時段，設有一班從京成本線宗吾参道站出發前往羽田機場的列車。該列車在京成線內為「快速」，在都營淺草線、京急線內為「機場快特」。平日使用京成車輛行走，星期六及假日則使用都營車輛。另外也設有一班從京成成田站出發前往羽田機場的列車。該列在京成線內為「快速特急」，在都營線內為「機場快特」，在京急線內為「快特」。車輛方面使用都營車輛。
在晚間，設有途經京成本線的班次，於京成線內通常為「快速特急」（3班為通勤特急），在都營淺草線內為「機場快特」，在京急線內主要為「機場急行」。當中3班（2班在京成線為通勤特急，1班則為特急。該3班分別前往京成成田站、成田機場站與芝山千代田站）在京急線內也會為「機場快特」。上述提及途經京成成田機場線的列車中，所有班次都是在成田機場站到發，而途經京成本線的列車中，2班會以成田機場站為終點站，2班會以芝山鐵道芝山千代田站為終點站，其餘以京成成田站為終點站。
在星期六及假日黃昏，設有1班北行班次，在京急線內以「機場快特」行駛，在都營淺草線、京成線內以普通列車行駛。
在淺草線內為「機場快特」並在押上線內為除普通列車中，雖然在押上線內的列車類別不同，但是在品川站至京成高砂站之間都是停靠相同停車站。

### 類別名稱
各間公司在每個列車類別的名稱（日文與英文）也各有相異。當中可參見以下相片。而在列車類別顯示牌和路線圖中，「機場快特」的「機場」會以飛機符號（✈）取代，以「✈快特」標示。在2012年（平成24年）10月21日起，機場快特的主色由綠色變為橙色。

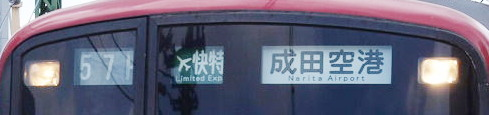
京急600形電動列車 （第3代）的正面顯示
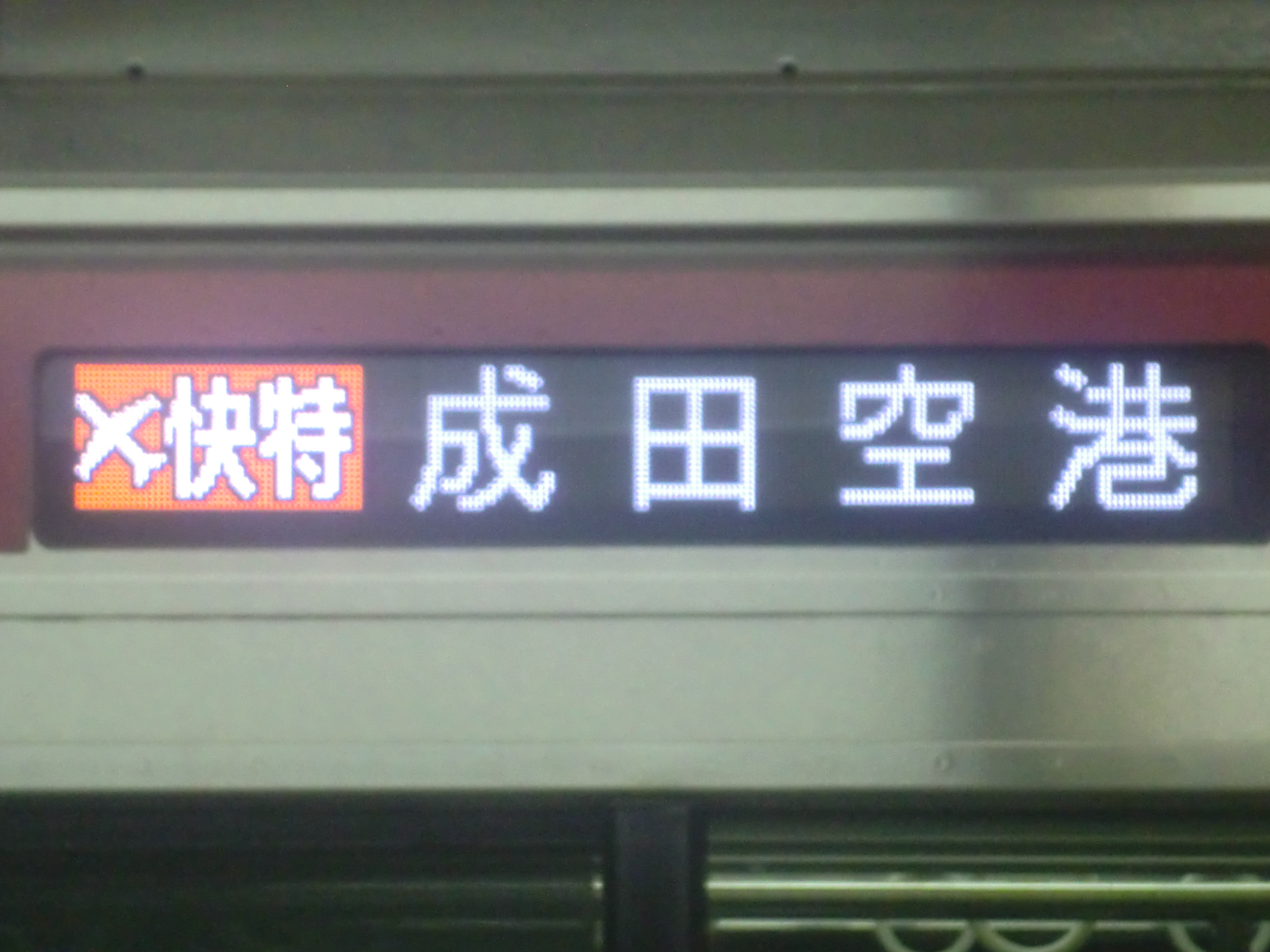
京急1000形電動列車 (第2代) 的全彩LED顯示
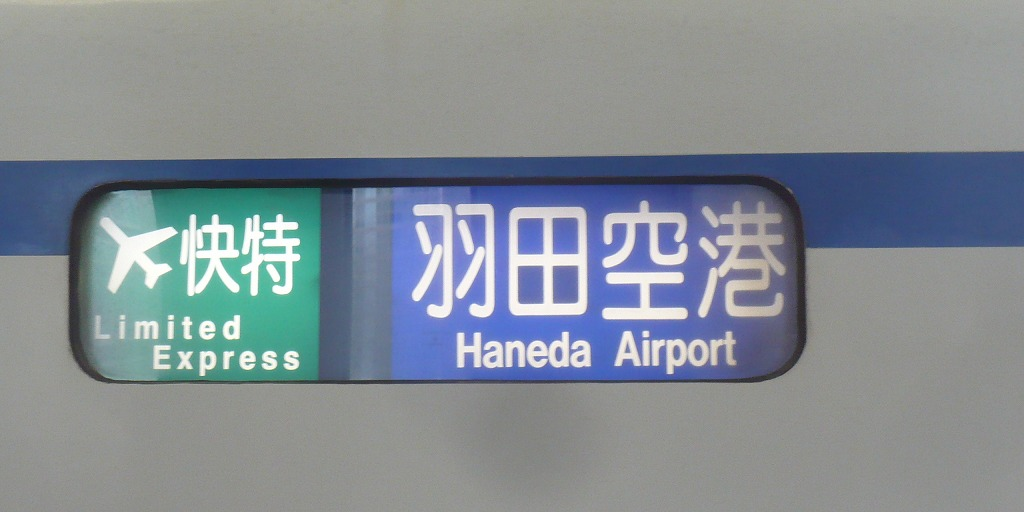
京成3400形的側邊顯示(現時已經使用橙色底)
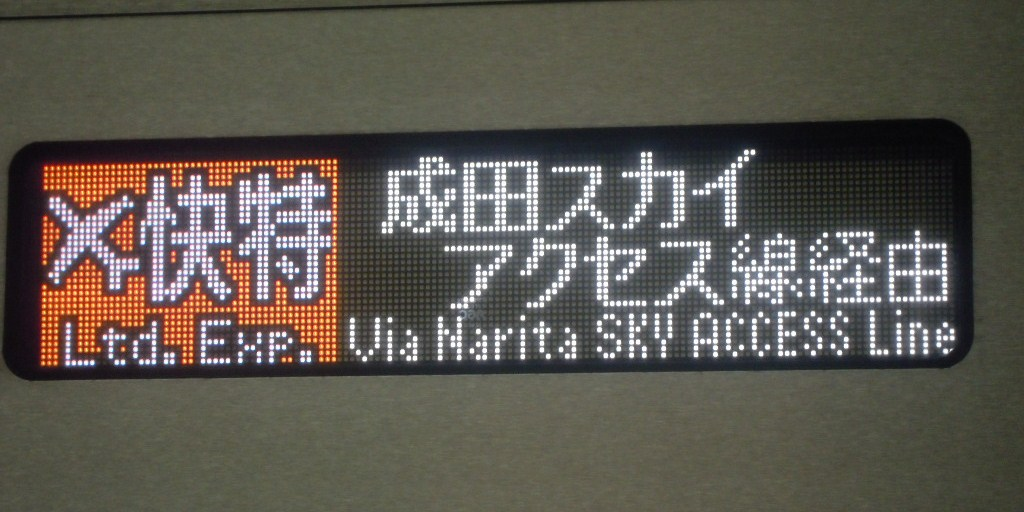
京成3000形的側邊全彩LED顯示
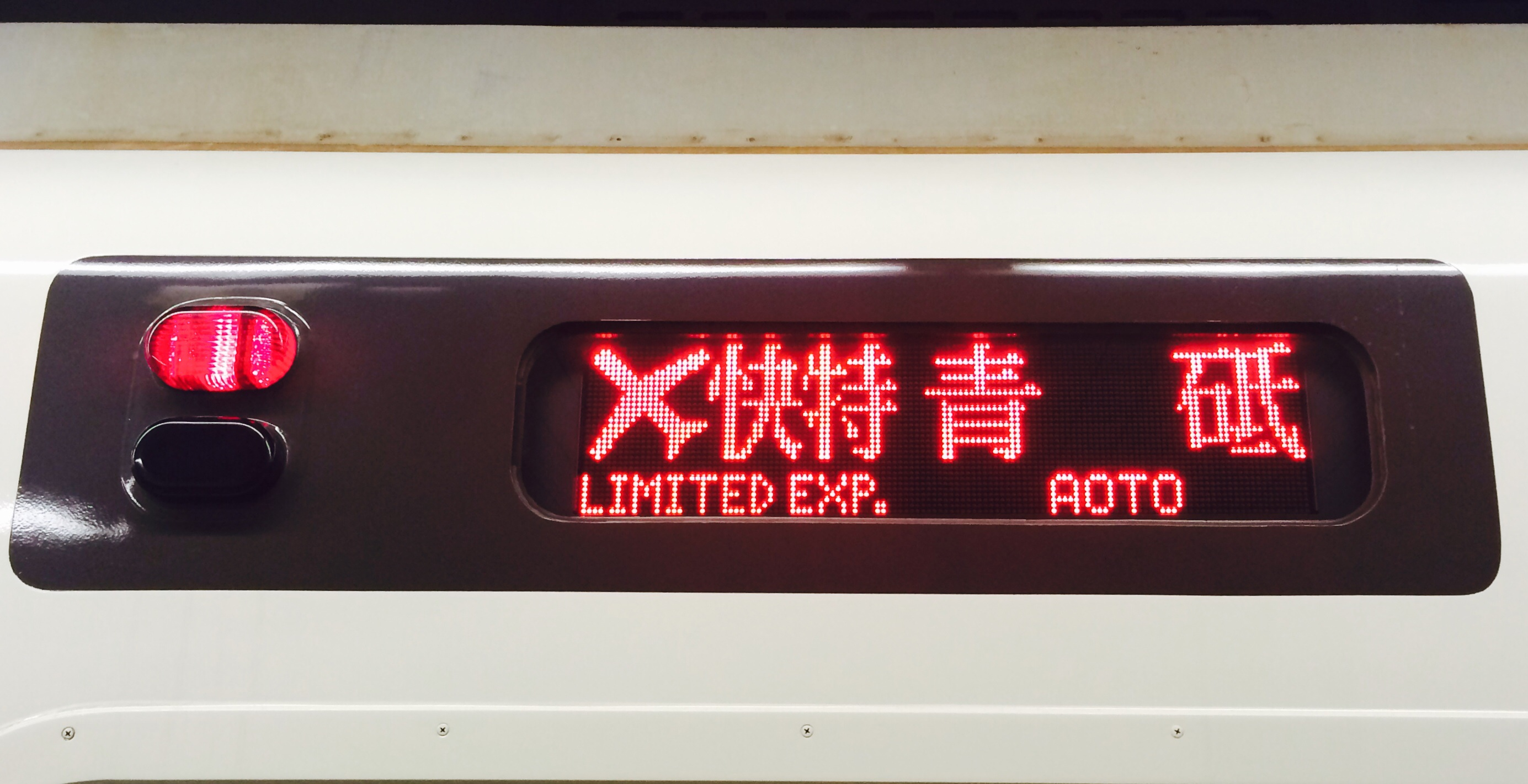
都營地下鐵5300形的側面顯示
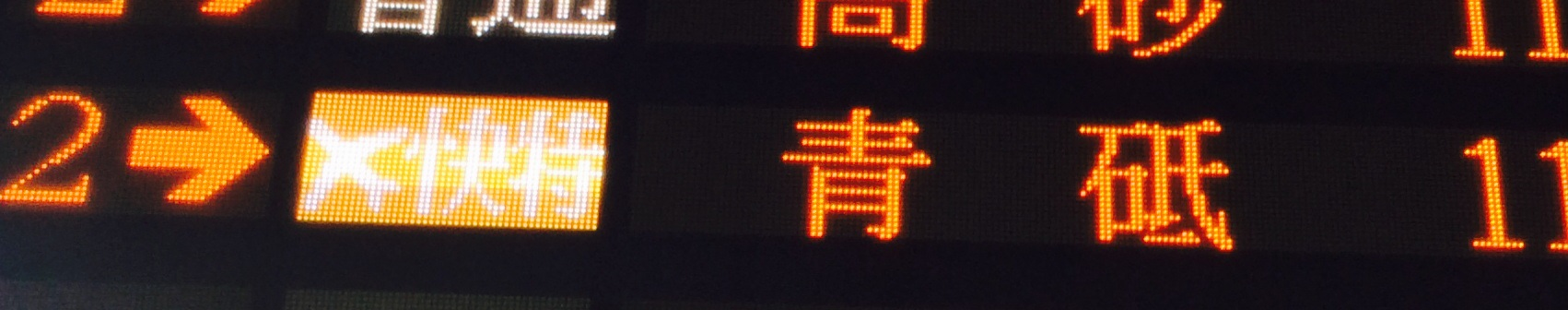
在京急品川站的列車資訊牌中出現「機場快特」

## 運行形態

### 京急線內

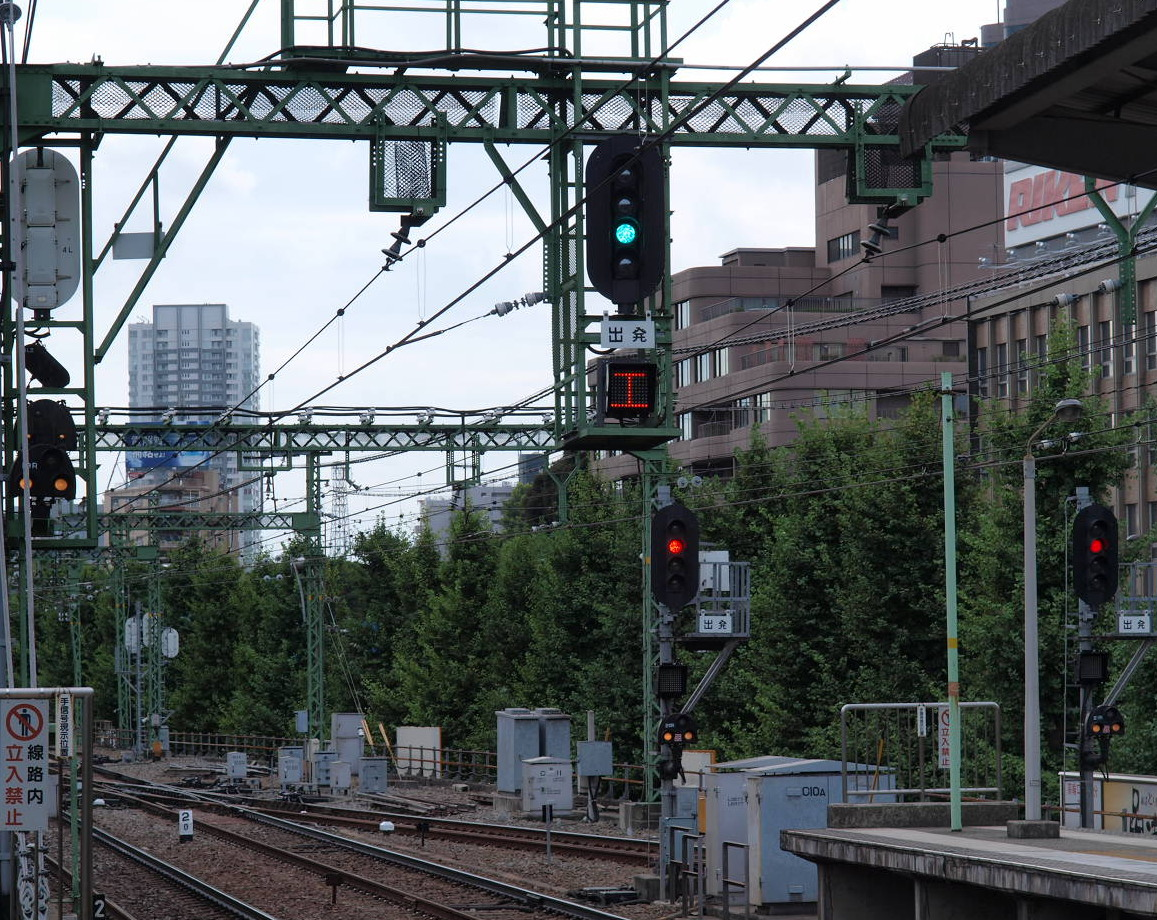
品川站1號月台的出發信號和列車類別顯示燈。機場快特的列車類別顯示燈會展示「エ」字。（2010年8月）

在日間設有行走於泉岳寺站至羽田機場站之間的班次，每40分鐘一班。列車直通至都營線內時，會繼續以「機場快特」的名義行走。在京急線內的中途站只有品川和羽田機場第3航站樓。「機場快特」會通過快特停車站京急蒲田站。在都營線大門站（濱松町站）至羽田機場之間，設有競爭對手東京單軌鐵路羽田機場線的「機場快速 (HANEDA EXPRESS)」。車站的列車資訊牌中會顯示『快特』，列車類別顯示燈會顯示「 エ 」。
在2010年5月15日前，由於停車站與快特相同，因此在主要車站中的列車類別顯示燈會與快特一樣，都是顯示「 快 」。而前往羽田機場的列車中，車站列車資訊牌不會與其他快特列車區分。在2010年5月16日時間表修正至2012年10月20日前，設有於都營線內各站停車，於京急線內為「機場快特」的列車班次（南行班次在都營線內的列車類別顯示會為「快特」）。在京急線內，早上至日間時段每20分鐘一班。
在2014年11月8日時間表修正中，再次設有於京急線內以「機場快特」行駛，在都營淺草線、京成線內各站停車的班次（只有星期六及假日2班）。

#### 京急蒲田站通過問題
任職、設施和組織名等取自當時。
2010年4月下旬，在京急本線與機場線的高架化工程中，上行線部分工程完成而實施時間表修正。原本停靠京急蒲田站，幾乎所有於羽田機場到發的「機場快特」、「快特」，均通過京急蒲田站與統一為「機場快特」。自此，日間於羽田機場到發的「快特」系列車均通過京急蒲田站，使從京急蒲田站前往羽田機場時只可乘客於機場線內各站停車的列車，而品川方向的快捷列車班次也減少了。
大田區與該站周邊居民反對這個時間表修正中，「機場快特」通過京急蒲田站，這是由於在高架化工程總工程費用1650億日圓中，大田區承擔了200億日圓。大田區便成立了「通過反對對策協議會」組織，並暗示計劃在未來高架化工程中拒絕支付費用。當時東京都知事石原慎太郎表示「即使有3班列車（指1小時「機場快特」的班次數目）通過，其餘6班列車（指1小時非「機場快特」的班次數目）都會停靠，所以沒有必要另外增加停站班次」。但是後來在京急業績發布會中，暗示在2012年度時間表修正中，有機會增加班次停靠蒲田站。
在2012年7月31日，京急蒲田站下行線高架化完成，同年10月21日實施時間表修正。在日間，行走於品川方向至羽田機場之間的「機場快特」、「快特」每10分鐘一班，當中「機場快特」是每40分鐘一班，其餘班次都是「快特」。在該修正起，雖然「機場快特」繼續通過京急蒲田站，但大多數班次行走，於羽田機場到發的「快特」會停靠京急蒲田站。

### 都營線內
在日間時段，「機場快特」每20分鐘一班。為淺草線內唯一設有通過站的列車類別。在都營線內只有押上站設有待避設備，以用作緩急接續之用。在都營線內行走「機場快特」的列車班次中，基本上這些列車在京急線內會以「機場快特」或「快特」的名義行走。北行部分列車（黃昏至晚間）在京急線內以「機場急行」的名義行走。
在開始運行當初，「機場快特」不在早晚繁忙時間行走。在2004年起，於平日黃昏起加設押上方向的班次。在2013年起，早上繁忙時間新設1班於都營淺草線內為「機場快特」的班次。
另外在舉行隅田川花火大會時，通常「機場快特」通過的本所吾妻橋站、藏前站和淺草橋站於當日會臨時停車。因此，北行的「機場快特」在東日本橋站會改變列車類別為「Access特急」或「快速特急」（於都營線內各站停車）。

### 京成線內
在京急線、都營線內為「機場快特」的列車，日間的班次會在京成線內變為「Access特急」，途經成田機場線來往羽田、成田兩機場之間。另一方面，只於都營線內為「機場快特」的列車，日間的班次會變為「快速特急」，於青砥站或京成高砂站折返。該列車在青砥站可轉乘於京成上野站到發的京成本線普通和特急列車。因此列車在押上站後的列車類別會變更為「快速特急」。
在夜間，在京急線或都營線為「機場快特」的班次在京成線內途經京成本線，並於京成本線內車站到發。在京成線內，這些列車通常為「快速特急」(2班為通勤特急)，在都營淺草線內為「機場快特」，在京急線內主要為「機場急行」。另外前述提及，途經成田機場線的列車會在成田機場站到發，途經京成本線的列車中，1班會前往成田機場站，1班途經京成成田站和芝山鐵道，前往芝山千代田站，其他班次前往京成成田站。

#### 京成線的機場特急
在2002年10月11日前的「機場快特」（包含「機場快速特急」、「機場特急」）於京成線內會以「特急」（相當於快特）的名義行走（即是停車站與「特急」相同）。當中包含行走於京成上野站至成田機場站之間，以及於青砥站轉乘「機場快特」，行走於京成上野站至京成高砂站之間的班次之列車類別為「機場特急」。單純以「特急」作為列車類別包括行走於都營淺草線西馬込站至成田空港站之間（在都營線內各站停車）和只於京成佐倉站到發等不駛入成田機場的特急（但是「機場快特」於青砥站或京成高砂站到發，並直通至都營線的班次除外）。另外，與2013年前的「機場Access特急」、「機場快速」一樣，這些「機場特急」原則上在京成線內不會廣播「機場」兩字，而是簡單地廣播「特急」。
只限該特急會使用京成3500形未更新車或舊3000系列的車輛，並有專用的列車類別板（使用原來六角形的「Limited Express」標記）。

## 使用車輛
「機場快特」使用京急、京成和東京都交通局的車輛。當初除了使用京急600形外，通常會使用配備長椅的車輛（這些車輛都是可相互直通至各鐵路公司的路線內），而不是為長距離乘車而設的橫置座位。另外，除了時間表發生混亂時，「機場特快」只使用配備都營浅草線和京成線「停車站預報裝置」的車輛。
除非特別註明，否則以下車輛從開設「機場快特」起便開始使用。另外，所有列車以8卡編成行走。
- 直通成田機場線
  - 京急600形
  - 京急1500形  （2019年12月起，從前只會代行）
  - 京急新1000形 （2010年起，從前只會代行）
  - 京成3000形（2003年2月起）
  - 京成3000形（7次車 3050形）（2010年7月17日起）
  - 京成3100形（2019年10月起）
  - 京成3700形（日语：京成3700形電車）（只代行Access線的班次）
  - 都營5500形（2022年2起直通Sky Access線）
- 不直通成田機場線
  - 京成3400形（日语：京成3400形電車）
  - 都營5300形（曾經有一段時間沒有行走，在2013年10月28日重新行走)
  - 在2016年度前，京成3500形（日语：京成3500形電車）曾經以2抽4卡編成連結，以8卡編成（或以2＋4＋2的方式以8卡編成）行走。而其他車型以8卡固定編成行走。另外，部分車型即使可直通至成田機場線，實際運行上也可能不會直通至該線。

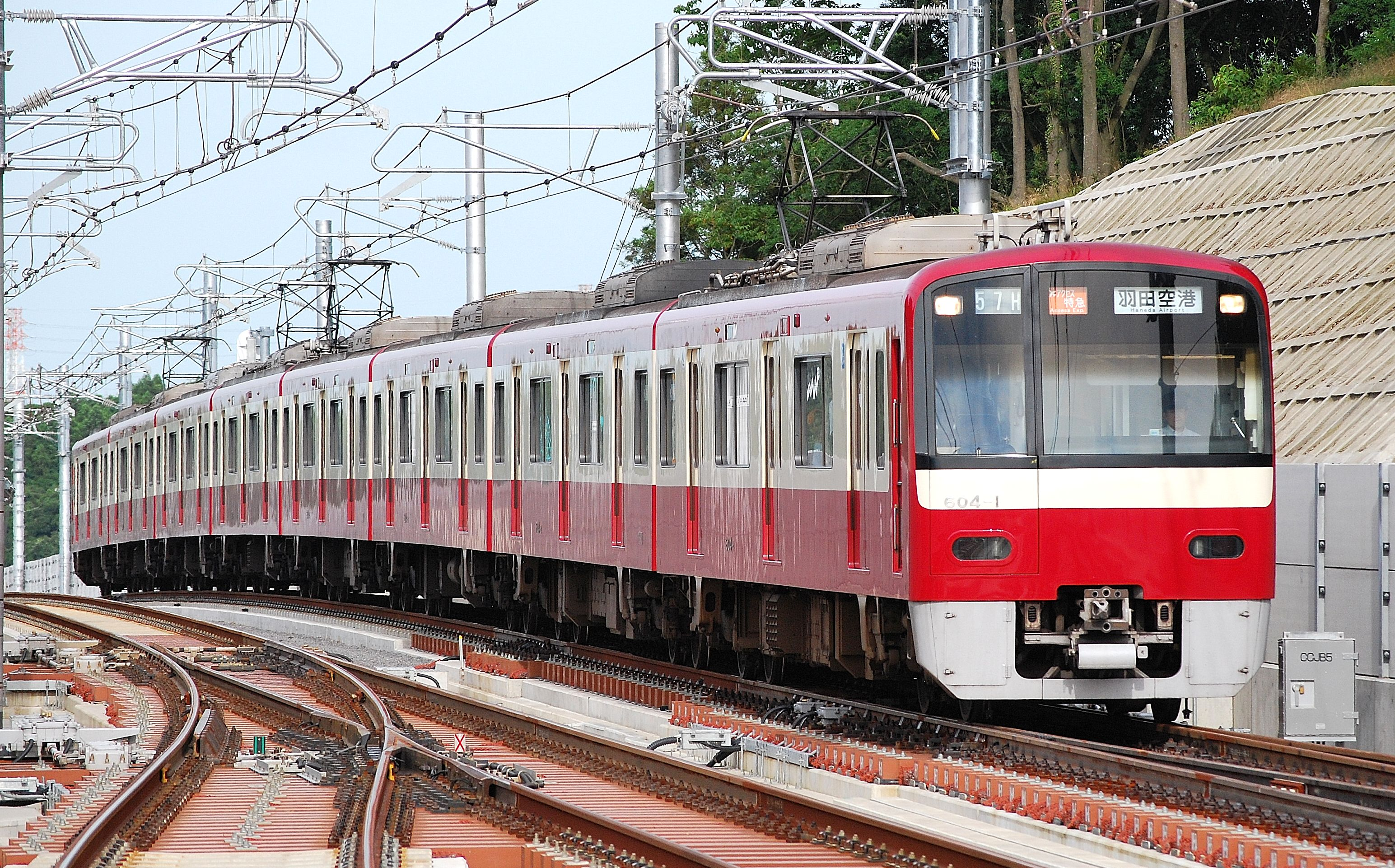
京急600形行走Access特急
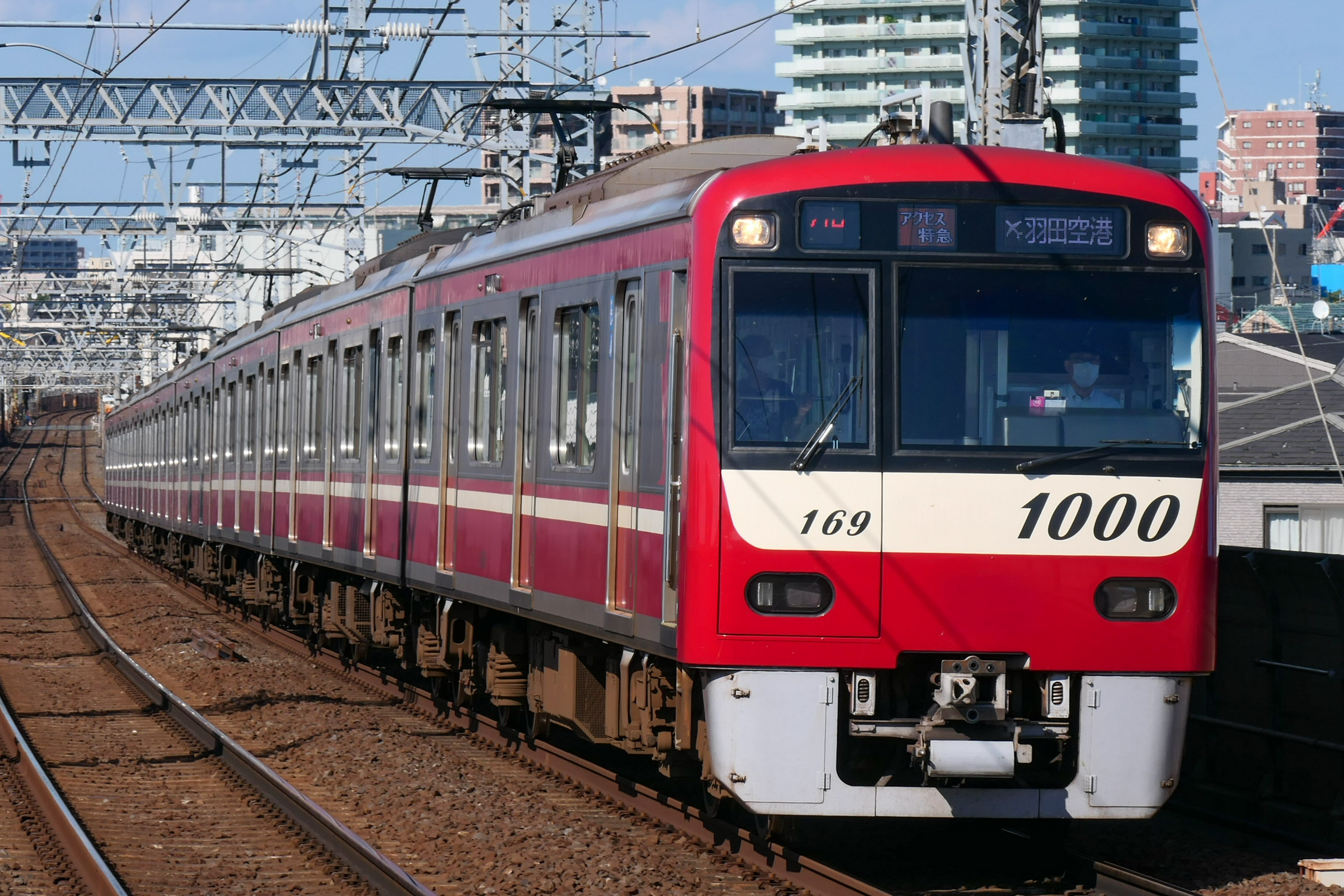
京急1000形行走Access特急
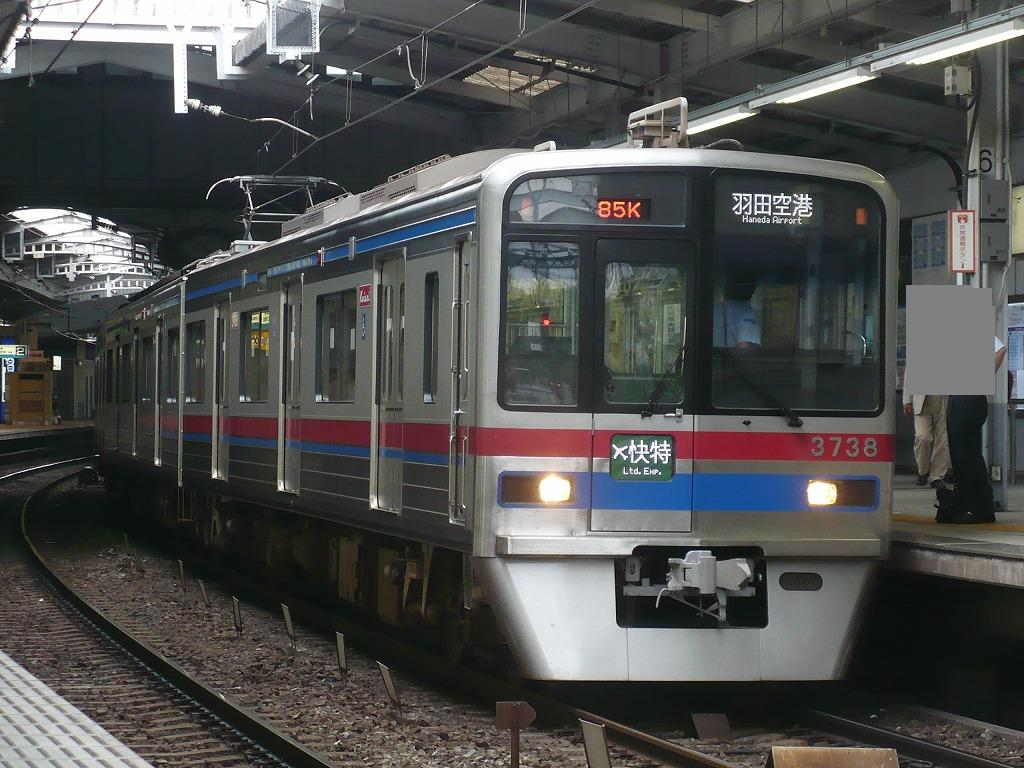
京成3700形行走機場快特
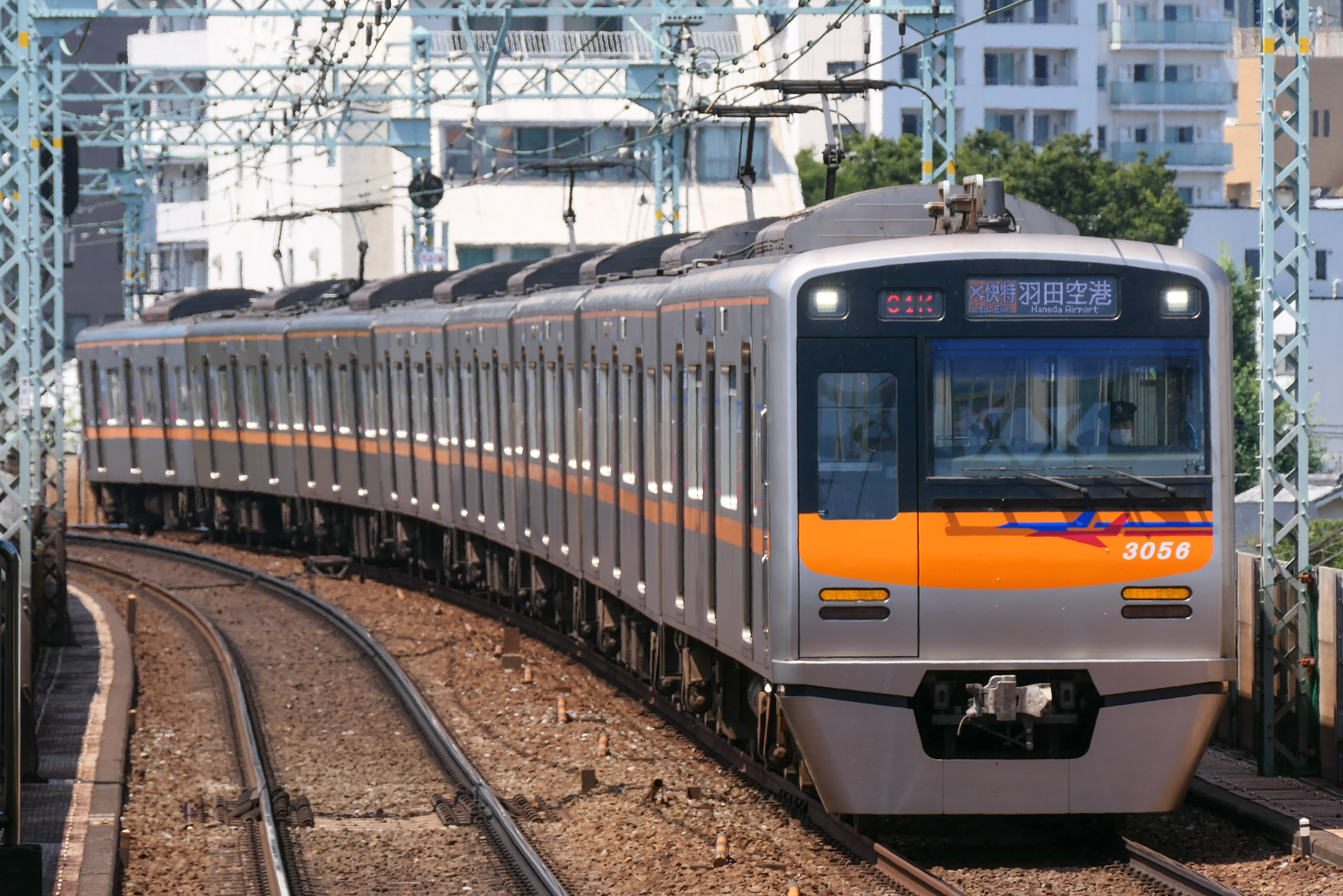
京成3000形7次車（3050形）行走機場快特
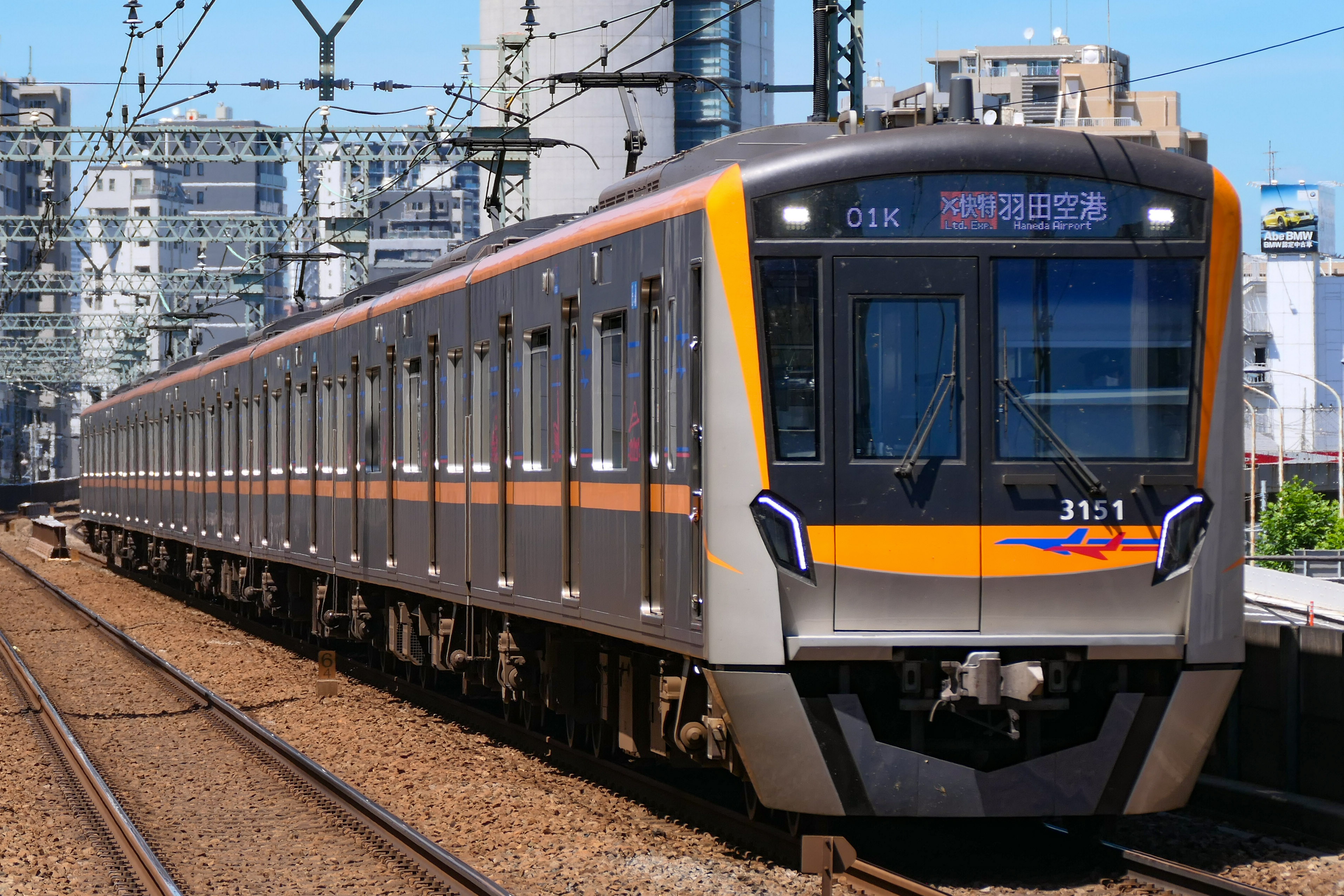
京成3100形行走機場快特

## 停車站
圖例
- 停車站

●：停靠、｜：通過
直通的路段中，只展示京成線、北總線和芝山鐵道線中最遠的車站。不記述中間的停車站。
- 類別

「京成線內」簡稱「京成」、「都營淺草線，」簡稱「都營」、「京急線內」簡稱「京急」。
「機場快特」簡稱「エ快」、「快速特急」簡稱「快特」、「Access特急」簡稱「ア特」、「通勤特急」簡稱「通特」、「機場急行」簡稱「エ急」。
| 鐵路公司名稱 | 路線名稱 | 車站名稱 | 停站模式 | 停站模式 | 停站模式 | 停站模式 |
| 鐵路公司名稱 | 路線名稱 | 車站名稱 | 1 | 2 | 3 | 4 |
| ------------ | --- | --- | --- | --- | --- | --- |
| 鐵路公司名稱 | 路線名稱 | 車站名稱 | 京成：ア特、特急、通特、快速 都營：エ快 京急：エ快 | 京成：快特 都營：エ快 京急：快特 | 京成：快特、ア特、特急、通特 都營：エ快 京急：エ急 | 京成：普通 都營：普通 京急：エ快 |
| 京成電鐵     | - 途經成田機場線前往成田機場站 - 途經本線（京成船橋方向）前往成田機場站 - 途經芝山鐵道芝山鐵道線前往芝山千代田站 - 途經北總鐵道北總線前往印旛日本醫大站 以上為快速運輸（即是設有通過車站） | - 途經成田機場線前往成田機場站 - 途經本線（京成船橋方向）前往成田機場站 - 途經芝山鐵道芝山鐵道線前往芝山千代田站 - 途經北總鐵道北總線前往印旛日本醫大站 以上為快速運輸（即是設有通過車站） | - 途經成田機場線前往成田機場站 - 途經本線（京成船橋方向）前往成田機場站 - 途經芝山鐵道芝山鐵道線前往芝山千代田站 - 途經北總鐵道北總線前往印旛日本醫大站 以上為快速運輸（即是設有通過車站） | - 途經成田機場線前往成田機場站 - 途經本線（京成船橋方向）前往成田機場站 - 途經芝山鐵道芝山鐵道線前往芝山千代田站 - 途經北總鐵道北總線前往印旛日本醫大站 以上為快速運輸（即是設有通過車站） | - 途經成田機場線前往成田機場站 - 途經本線（京成船橋方向）前往成田機場站 - 途經芝山鐵道芝山鐵道線前往芝山千代田站 - 途經北總鐵道北總線前往印旛日本醫大站 以上為快速運輸（即是設有通過車站） | - 途經成田機場線前往成田機場站 - 途經本線（京成船橋方向）前往成田機場站 - 途經芝山鐵道芝山鐵道線前往芝山千代田站 - 途經北總鐵道北總線前往印旛日本醫大站 以上為快速運輸（即是設有通過車站） |
| 京成電鐵     | 押上線 | 押上站（晴空塔前） | ● | ● | ● | ● |
| 東京都交通局 | 淺草線 | 押上站（晴空塔前） | ● | ● | ● | ● |
| 東京都交通局 | 淺草線 | 本所吾妻橋站 | ｜ | ｜ | ｜ | ● |
| 東京都交通局 | 淺草線 | 淺草站 | ● | ● | ● | ● |
| 東京都交通局 | 淺草線 | 藏前站 | ｜ | ｜ | ｜ | ● |
| 東京都交通局 | 淺草線 | 淺草橋站 | ｜ | ｜ | ｜ | ● |
| 東京都交通局 | 淺草線 | 東日本橋站 | ● | ● | ● | ● |
| 東京都交通局 | 淺草線 | 人形町站 | ｜ | ｜ | ｜ | ● |
| 東京都交通局 | 淺草線 | 日本橋站 | ● | ● | ● | ● |
| 東京都交通局 | 淺草線 | 寶町站 | ｜ | ｜ | ｜ | ● |
| 東京都交通局 | 淺草線 | 東銀座站 | ｜ | ｜ | ｜ | ● |
| 東京都交通局 | 淺草線 | 新橋站 | ● | ● | ● | ● |
| 東京都交通局 | 淺草線 | 大門站 | ● | ● | ● | ● |
| 東京都交通局 | 淺草線 | 三田站 | ● | ● | ● | ● |
| 東京都交通局 | 淺草線 | 泉岳寺站 | ● | ● | ● | ● |
| 京濱急行電鐵 | 本線 | 泉岳寺站 | ● | ● | ● | ● |
| 京濱急行電鐵 | 本線 | 品川站 | ● | ● | ● | ● |
| 京濱急行電鐵 | 本線 | 青物橫丁站 | ｜ | ｜ | ● | ｜ |
| 京濱急行電鐵 | 本線 | 立會川站 | ｜ | ｜ | ● | ｜ |
| 京濱急行電鐵 | 本線 | 平和島站 | ｜ | ｜ | ● | ｜ |
| 京濱急行電鐵 | 本線 | 京急蒲田站 | ｜ | ● | ● | ｜ |
| 京濱急行電鐵 | 機場線 | 京急蒲田站 | ｜ | ● | ● | ｜ |
| 京濱急行電鐵 | 糀谷站 | ｜ | ｜ | ● | ｜ | |
| 京濱急行電鐵 | 大鳥居站 | ｜ | ｜ | ● | ｜ | |
| 京濱急行電鐵 | 穴守稻荷站 | ｜ | ｜ | ● | ｜ | |
| 京濱急行電鐵 | 天空橋站 | ｜ | ｜ | ● | ｜ | |
| 京濱急行電鐵 | 羽田機場第3航站樓站 | ● | ● | ● | ● | |
| 京濱急行電鐵 | 羽田機場第1、第2航站樓站 | ● | ● | ● | ● | |

## 歷史
- 1998年（平成10年）11月18日 - 開設行走於羽田機場至成田機場之間的「機場快速特急」和「機場特急」，以連接兩座機場[1]。兩者合共提供40分鐘一班（各自80分鐘一班）。在羽田機場和成田機場兩站的首班車均舉行出發和到達儀式。另外，都營淺草線新橋站設有紀念活動。
- 1999年（平成11年）
  - 1月15日 - 早上開設1班從泉岳寺出發前往羽田機場的「機場快速特急」[5]（在2004年修正起，該班次延長至都營線局（各站停車），同時列車類別改為「快特」）。
  - 7月31日 - 京濱急行電鐵實施時間表修正，當中進行了運輸系統重組。「機場特急」統入至「機場快特」（京急於同日把「機場快速特急」改名為「機場快特」，但是都營線內未有跟）。使「機場快特」於日間設有每40分鐘一班。
  - 11月18日 - 為了紀念開始營運1周年，同日為葡萄酒「博若萊葡萄酒」進口禁令解除日。於成田空港站的1班「機場快特」被名為「羽田·成田機場直通特急1周年紀念 博若萊·接力號」。另外，在成田機場、新橋和羽田機場各站舉行了「博若萊葡萄酒」品酒會[注 11]。使用車輛為京成3700形。另外，當時也發售了京成3700形、都營5300形和京急2100形的紙模型紀念車票。
- 2000年（平成12年）12月12日 - 隨著都營地下鐵大江戶線開業，「機場快特」加停大門站。
- 2002年（平成14年）
  - 6月 - 隨著芝山鐵道開業，都營淺草線內的車站自動廣播系統進行翻新，使都營線內的列車正式名稱也改為「機場快特」。
  - 10月12日 - 隨著京成電鐵實施時間表修正，進行了運輸系統重組，設有以下變更。
    - 京成電鐵線內的「特急」改名為「快速」。而「快速」於京成本線內的停車站數目增加。同時，連接成田機場至羽田機場之間的班次被廢除。
    - 前往羽田機場的列車之起點站縮短至京成成田站。但是部分班次繼續從京成高砂站出發。
    - 部分於青砥站、京成高砂站到發列車延長至京成成田站到發。
- 2003年（平成15年）7月19日 - 日間於京成線內為快速，於都營線內為各站停車之班次（在羽田空港站到發），在京急線內會變為快特班次。同時，泉岳寺站至羽田機場站之間的快特班次加密至20分鐘一班和進行提速（下行14分鐘，上行16分鐘）。
- 2004年（平成16年）10月30日 - 都營淺草線與直通至各公司一同實施時間表修正，「機場快特」開始在晚上行走，並有以下變更。
  - 平日夜間行走的班次中。於都營淺草線內為「機場快特」，於京急線內為「急行」、於京成線內為「特急」或「通勤特急」。
  - 在星期六及假日，京成線內的「特急」會增加班次。
  - 增加新的起終點站：宗吾参道站（只限起點站）和芝山鐵道線芝山千代田站（當時只限終點站，後來變為起終點站）。
- 2006年（平成18年）12月10日 - 都營淺草線與直通至各公司一同實施時間表修正。從前駛入京成成田、成田機場站的日間「機場快特」班次均縮短至京成佐倉站。而黃昏時段繼續設有來往羽田機場站至京成成田站/成田機場站之間的列車。
- 2010年（平成22年）
  - 5月16日 - 隨著京急蒲田站上行線高架化完成而實施時間表修正。日間行走於品川站至羽田機場站之間的「快特」變更為「機場快特」（在都營線內的列車類別改為「快特」，在泉岳寺改變列車類別）。在京急線內，日間設有20分鐘一班「機場快特」。在京急線內，「機場快特」的停車站只有泉岳寺、品川和羽田機場[6]。
  - 7月17日 - 隨著京成成田機場線（成田機場）開業而實施時間表修正，開設了途經該線，行走於羽田機場至成田機場之間的班次。
  - 10月21日 - 京急機場線羽田機場國際線客運大樓站（現時：羽田機場第3航站樓站）啟用，「機場快速」停靠該站。
- 2012年（平成24年）10月21日 - 隨著京急蒲田駅下行線高架化完成而實施時間表修正。只於京急線內行走的「機場快特」班次中，日間所有班次均被廢除（降級為快特）。京急、都營的「機場快速」班次於日間每40分鐘一班。列車類別顏色由綠色變為與「Access特急」相同的橙色。
- 2014年（平成26年）11月8日 - 實施時間表修正，品川至羽田空港國際線客運大樓之間的所需時間縮短1分鐘。另外，從羽田機場出發前往青砥（高砂）的「快特」列車在品川起改變為「機場快特」列車。同時在都營淺草線內的「機場快特」每20分鐘一班[7]。另外，於京成線內開始會以「快速特急」的名義行走。
- 2015年（平成27年）12月5日 - 實施時間表修正，晚上前往京成本線、芝山鐵道線的部分列車中，於京急線內會從機場急行變為機場快特。

## 注腳

## 關連條目
- 機場聯絡軌道系統
- 快速特急
- 跳過名古屋（日语：名古屋飛ばし） - 東海道新幹線當初開設「希望」號時，「希望301號」由於通過名古屋站引起的騷動。。
- 機場急行
- 翼號列車 (京急)